# 아키디아누스 호스피탈리스
아키디아누스 호스피탈리스는 아키디아누스속에 속하는 한 종이다.